# Lochhouse Tower
Lochhouse Tower ist ein Tower House bei Moffat in der schottischen Council Area Dumfries and Galloway.

## Geschichte
Die Johnstones von Corehead ließen das Tower House Mitte des 16. Jahrhunderts erbauen.
In den 1970er-Jahren wurde die Burg in ein privates Wohnhaus umgewandelt. Historic Scotland hat den Lochhouse Tower als historisches Bauwerk der Kategorie B gelistet.

## Beschreibung
Der Lochhouse Tower hat einen rechteckigen Grundriss mit gerundeten Ecken. Das Gebäude besitzt drei Vollgeschosse und ein Dachgeschoss. Im Erdgeschoss gibt es eine Säulenplatte und das 2. Obergeschoss ist etwas zurückgesetzt. Am Dachansatz läuft eine Balustrade aus Konsolen um das Gebäude. Das Erdgeschoss besitzt eine Gewölbedecke. Der Eingang führt zu einer Treppe, die durch eine zentrale Säule gestützt wird, und zum Mauerkammern.
Das Gebäude wurde aus Bruchstein gebaut und hat ein schiefergedecktes Dach.